# Stazione di Terrassa

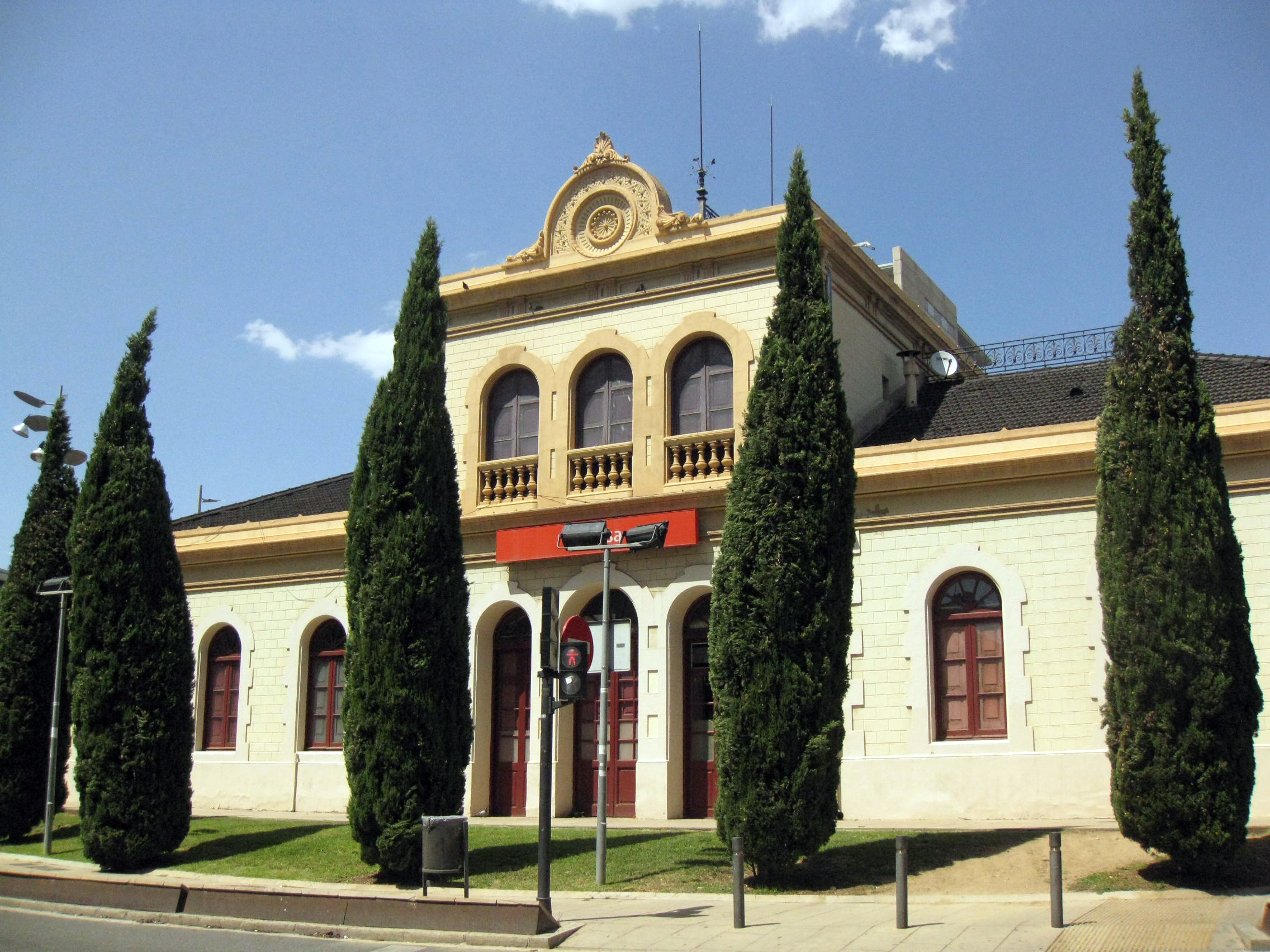
Stazione di Terrassa

La stazione di Terrassa è una stazione ferroviaria situata nel comune di Terrassa, nella provincia di Barcellona, in Catalogna.
Offre un servizio di treni a media percorrenza, e fa parte della Linea R2 e della Linea R2 Sur della Cercanías di Barcellona.
La stazione fu inaugurata il 14 maggio del 1856 con la línea Terrassa-Sabadell.